# 小行星3276
小行星3276（3276 Porta Coeli）是一颗围绕太阳公转的小行星。1982年9月15日，安東寧·姆爾科斯在克萊季发现了此天体。
該小行星以捷克的修道院天門修道院命名。
这颗小行星的绝对星等为340.433831085282等。